# Teatro Nacional de Croacia (Rijeka)
El Teatro Nacional de Croacia Ivan pl. Zajc de Rijeka (en croata: Hrvatsko narodno kazalište Ivana pl. Zajca Rijeka), conocido habitualmente como HNK Zajc, es un teatro, ópera y ballet situado en Rijeka, la tercera ciudad más grande de Croacia.

## Historia
La tradición del teatro tiene más de dos siglos de historia en Rijeka. El primer teatro de la ciudad se construyó en 1765, pero a finales del siglo XVIII empezó la construcción de un nuevo teatro, que fue inaugurado en 1805 por el conocido comerciante de Rijeka Andrija Ljudevit Adamić. Durante los siguientes ochenta años la vida teatral de Rijeka se desarrolló en el Teatro Adamić, que albergaba principalmente actuaciones de grupos italianos y en menor medida de grupos de ópera y compañías alemanas. Sin embargo, a finales del siglo XIX se incendiaron varios teatros europeos, y todas las ciudades del Imperio austrohúngaro empezaron a tomar precauciones. El Teatro Adamić no cumplía las condiciones necesarias, y el ayuntamiento de Rijeka decidió demolerlo y construir un nuevo teatro moderno para satisfacer los nuevos estándares centroeuropeos. En 1883 el ayuntamiento de Rijeka, liderado por el famoso alcalde Giovanni Ciotti, nieto del legendario Ljudevit Adamić, decidió construir el nuevo teatro, mayor que al anterior, en lo que era entonces la gran plaza Ürmeny. EL proyecto se encargó a un estudio de Viena especializado en teatros, con arquitectos Herman Helmer y Ferdinand Fellner.
Tras dos años de construcción, la inauguración del nuevo Teatro Municipal (Teatro Comunale) fue el 3 de octubre de 1885. Para esta ocasión se prepararon dos grandes óperas inéditas: Aida de Verdi y Gioconda de Ponchielli. Ese día, los primeros visitantes y los numerosos invitados pudieron disfrutar del impresionante teatro, una obra maestra de la arquitectura de la época, en cuya decoración trabajó el conocido escultor veneciano August Benvenuti y en las pinturas del techo el pintor Franz Matsch en colaboración con los famosos hermanos Ernst y Gustav Klimt.
En su rica historia, el teatro de Rijeka cambió de nombre varias veces. Después de Teatro Municipal (Teatro Comunale, en italiano; Teatro Municipal de Fiume en español), en 1913 el teatro se renombró Teatro Verdi.  Sin embargo, debido a circunstancias históricas y políticas, los artistas croatas y las obras en croata no tuvieron acceso al teatro hasta finales de 1945 cuando, siguiendo el ejemplo de otros teatros domésticos y extranjeros similares se fundaron el Teatro Nacional de Rijeka cuatro sucursales: el Teatro Croata, el Teatro Italiano, la Ópera y el Ballet. El 20 de octubre de 1946 se representó por primera vez en el escenario una obra en croata. Fue Dubravka de Ivan Gundulić, dirigida por Matko Foteza con Marija Crnobori en el papel de Dubravka. Pronto le seguiría la primera representación de una ópera y ballet, Nikola Subic Zrinjski de Ivan Zajc, dirigida por Boris Papandopulo, con Milan Pichler en el papel de protagonista. La primera representación del Teatro Italiano fue Il burbero benefico de Carlo Goldoni.
En el año 1953 el teatro recibió un nuevo nombre en honor de otro compositor, pero esta vez un ciudadano de Rijeka, Ivan Zajc, el más importante de la historia de Croacia.
En 1991 el teatro recibió la categoría de teatro nacional, y en 1994 su nombre actual, Teatro Nacional de Croacia Ivan pl. Zajc. Desde 1946 hasta la actualidad, con sus cuatro sucursales artísticas (Teatro Croata, Teatro Italiano, Ópera Sinfónica y Ballet) y más de cincuenta años de funcionamiento sin interrupciones, el HNK de Rijeka ha conseguido establecer criterios altos teatrales y artísticos gracias a la calidad de sus actuaciones y se ha situado entre los mejores teatros de Croacia. Actualmente su repertorio se caracteriza por clásicos del teatro, la ópera y el ballet así como obras del patrimonio dramático y operístico croata.
Todos los teatros más importantes de Croacia se construyeron en la segunda mitad del siglo XIX: aparte del de Rijeka, el de Osijek (1865), el de Split (1893) y el de Zagreb (1895).